# Morti nel 1941

## Gennaio(104)
- 1º gennaio - Guido Balsamo Stella, pittore e incisore italiano (n. 1882)
- 1º gennaio - Giulio Venini, militare italiano (n. 1915)
- 2 gennaio - Štefan Banič, inventore slovacco (n. 1870)
- 2 gennaio - Michele Ferrara, militare italiano (n. 1910)
- 2 gennaio - Ugo Giavitto, militare italiano (n. 1920)
- 2 gennaio - Joseph Kutter, pittore lussemburghese (n. 1894)
- 2 gennaio - Josef Strzygowski, storico dell'arte tedesco (n. 1862)
- 3 gennaio - Luigi Barriello, militare italiano (n. 1915)
- 3 gennaio - Eugène Boch, pittore e poeta belga (n. 1855)
- 3 gennaio - H. Emilie Cady, religiosa e scrittrice statunitense (n. 1848)
- 3 gennaio - Francesco Cavadini, militare italiano (n. 1894)
- 3 gennaio - Bruno Galas, militare italiano (n. 1919)
- 3 gennaio - Fulvio Jero, militare italiano (n. 1916)
- 3 gennaio - Adolfo Marini, militare italiano (n. 1917)
- 3 gennaio - Michele Mattei, militare italiano (n. 1915)
- 3 gennaio - Achille Meneghini, militare italiano (n. 1889)
- 3 gennaio - Michele Purrello, militare italiano (n. 1892)
- 4 gennaio - Henri Bergson, filosofo francese (n. 1859)
- 4 gennaio - Francesco Lo Bianco, militare italiano (n. 1908)
- 5 gennaio - Oscar Abello, aviatore e ufficiale italiano (n. 1916)
- 5 gennaio - Léon-Maxime Faivre, pittore francese (n. 1856)
- 5 gennaio - Amy Johnson, aviatrice britannica (n. 1903)
- 6 gennaio - Carlo Bottiglioni, militare italiano (n. 1906)
- 6 gennaio - Franz Hessel, scrittore e traduttore tedesco (n. 1880)
- 6 gennaio - Albert Johnson, calciatore canadese (n. 1880)
- 6 gennaio - Leopoldo Marangoni, aviatore e militare italiano (n. 1914)
- 8 gennaio - Robert Baden-Powell, generale, educatore e scrittore britannico (n. 1857)
- 8 gennaio - Viktor Dankl von Krasnik, generale austro-ungarico (n. 1854)
- 8 gennaio - Umberto Tinivella, militare italiano (n. 1891)
- 9 gennaio - Hermann Dürck, patologo tedesco (n. 1869)
- 9 gennaio - Dīmītrios Golemīs, mezzofondista greco (n. 1874)
- 9 gennaio - Gustav Huber, calciatore e allenatore di calcio austriaco (n. 1883)
- 9 gennaio - Carlo Marenco di Moriondo, militare e marinaio italiano (n. 1915)
- 9 gennaio - Aldo Spagnolo, militare italiano (n. 1920)
- 10 gennaio - Frank Bridge, compositore, violista e direttore d'orchestra britannico (n. 1879)
- 10 gennaio - Giuseppe Fontana, militare e marinaio italiano (n. 1902)
- 10 gennaio - Gerhard Grenzel, militare e aviatore tedesco (n. 1915)
- 10 gennaio - John Lavery, pittore irlandese (n. 1856)
- 10 gennaio - Victorino Márquez Bustillos, politico venezuelano (n. 1858)
- 10 gennaio - Giorgio Scalia, militare e nuotatore italiano (n. 1917)
- 10 gennaio - Issai Schur, matematico tedesco (n. 1875)
- 10 gennaio - Vittorio Suster, militare e aviatore italiano (n. 1899)
- 11 gennaio - Rudolph De Cordova, scrittore, sceneggiatore e attore giamaicano (n. 1860)
- 11 gennaio - Emanuel Lasker, scacchista, matematico e goista tedesco (n. 1868)
- 12 gennaio - Jeanne Itasse-Broquet, scultrice francese (n. 1867)
- 12 gennaio - Carlo Rivalta, scultore italiano (n. 1887)
- 12 gennaio - Edu Snethlage, calciatore olandese (n. 1886)
- 13 gennaio - Enrico Barberi, scultore italiano (n. 1850)
- 13 gennaio - James Joyce, scrittore, poeta e drammaturgo irlandese (n. 1882)
- 14 gennaio - Vladimir Gedroic, politico e diplomatico russo (n. 1873)
- 14 gennaio - Fritz Grünbaum, attore, sceneggiatore e musicista austriaco (n. 1880)
- 14 gennaio - Vladimir Nikolaevič Pčëlin, pittore e grafico russo (n. 1869)
- 14 gennaio - Carlo Placci, scrittore italiano (n. 1861)
- 14 gennaio - Danilo Stiepovich, militare italiano (n. 1912)
- 15 gennaio - Charles-Lucien Lépine, inventore e regista cinematografico francese (n. 1859)
- 16 gennaio - Mario Ceccaroni, militare italiano (n. 1897)
- 16 gennaio - A. G. Macdonell, scrittore scozzese (n. 1895)
- 16 gennaio - Mario Morosi, militare italiano (n. 1906)
- 16 gennaio - Otto Pettersson, chimico e oceanografo svedese (n. 1848)
- 17 gennaio - Bertha Porter, biografa britannica (n. 1852)
- 17 gennaio - Eduard Zintl, chimico tedesco (n. 1898)
- 18 gennaio - Cesare Bertea, ingegnere italiano (n. 1866)
- 18 gennaio - Catherine Carr, sceneggiatrice statunitense (n. 1880)
- 18 gennaio - André-Marie-Elie Jarosseau, vescovo cattolico francese (n. 1858)
- 19 gennaio - Juan Casado Obispo, vescovo cattolico e missionario spagnolo (n. 1886)
- 19 gennaio - Umberto Serristori, diplomatico e politico italiano (n. 1861)
- 19 gennaio - John Vincent, marinaio e esploratore britannico (n. 1879)
- 19 gennaio - Richard Wallace, schermidore francese (n. 1872)
- 20 gennaio - John Bissinger, ginnasta e multiplista statunitense (n. 1879)
- 20 gennaio - Margaret Owen, nobildonna inglese (n. 1866)
- 21 gennaio - Francesco Campolo, militare italiano (n. 1896)
- 21 gennaio - Serafino Gnutti, militare italiano (n. 1916)
- 21 gennaio - Daniel Walter Morehouse, astronomo statunitense (n. 1876)
- 21 gennaio - Rudolf von Brudermann, generale austro-ungarico (n. 1851)
- 21 gennaio - Ernesto Simini, militare italiano (n. 1899)
- 21 gennaio - Renato Togni, militare italiano (n. 1913)
- 22 gennaio - Giuseppe Buciuni, marinaio e militare italiano (n. 1888)
- 22 gennaio - Maurizio Rava, militare e pittore italiano (n. 1878)
- 22 gennaio - Alessandro Montagna, marinaio e militare italiano (n. 1893)
- 22 gennaio - Angelo Pavone, militare italiano (n. 1916)
- 23 gennaio - Victor de Cessole, alpinista, filantropo e fotografo francese (n. 1859)
- 23 gennaio - Dobri Hristov, compositore e direttore d'orchestra bulgaro (n. 1875)
- 23 gennaio - Umberto Saracini, militare italiano (n. 1900)
- 24 gennaio - Thomas A. Curran, attore australiano (n. 1879)
- 24 gennaio - Josslyn Hay, XXII conte di Erroll, nobile scozzese (n. 1901)
- 24 gennaio - Antonio Paolillo, militare italiano (n. 1915)
- 25 gennaio - Robert Linzeler, gioielliere francese (n. 1872)
- 25 gennaio - Giovanni Penna, imprenditore, dirigente d'azienda e politico italiano (n. 1855)
- 26 gennaio - Rodolfo Bettazzi, matematico italiano (n. 1861)
- 26 gennaio - Michele Cannavò, scultore italiano (n. 1864)
- 26 gennaio - Archie Lockhart, giocatore di curling canadese (n. 1875)
- 27 gennaio - István Csáky, politico ungherese (n. 1894)
- 27 gennaio - Luigi Sartini, militare italiano (n. 1893)
- 28 gennaio - Luigi Olivetti, pittore e incisore italiano (n. 1856)
- 28 gennaio - Filipe dos Santos, calciatore portoghese (n. 1896)
- 29 gennaio - Alessandro Albicini, politico italiano (n. 1862)
- 29 gennaio - Aldo Alessandri, militare italiano (n. 1912)
- 29 gennaio - Mario Bonini, militare italiano (n. 1910)
- 29 gennaio - Franz Gürtner, politico tedesco (n. 1881)
- 29 gennaio - Matt McGrath, martellista e tiratore di fune statunitense (n. 1875)
- 29 gennaio - Ioannis Metaxas, generale e politico greco (n. 1871)
- 30 gennaio - Giovan Battista Grassi Privitera, educatore, letterato e glottologo italiano (n. 1868)
- 31 gennaio - Verner Järvinen, discobolo, giavellottista e pesista finlandese (n. 1870)
- 31 gennaio - Max König, politico tedesco (n. 1868)

## Febbraio(87)
- 1º febbraio - Walter Abbott, calciatore inglese (n. 1877)
- 1º febbraio - Lina Hähnle, attivista tedesca (n. 1851)
- 1º febbraio - William Gibbs McAdoo, avvocato e politico statunitense (n. 1863)
- 1º febbraio - Alfredo Vásquez Cobo, politico colombiano (n. 1869)
- 2 febbraio - Auguste Béhal, chimico francese (n. 1859)
- 2 febbraio - Vicente Pascual Pastor, architetto spagnolo (n. 1865)
- 2 febbraio - Berto Ricci, scrittore, poeta e giornalista italiano (n. 1905)
- 2 febbraio - Johannes Schlaf, scrittore tedesco (n. 1862)
- 3 febbraio - Enzo Omiccioli, militare e aviatore italiano (n. 1915)
- 4 febbraio - Giovanni Accorsi, militare e aviatore italiano (n. 1917)
- 4 febbraio - Guglielmo Chiarini, ufficiale e aviatore italiano (n. 1917)
- 4 febbraio - Fernando Ferri, militare italiano (n. 1916)
- 4 febbraio - Nils Persson, velista svedese (n. 1879)
- 5 febbraio - Banjo Paterson, poeta e giornalista australiano (n. 1864)
- 5 febbraio - Otto Strandman, politico, avvocato e diplomatico estone (n. 1875)
- 6 febbraio - Teresa Labriola, avvocata e attivista italiana (n. 1874)
- 6 febbraio - Maximilien Luce, pittore francese (n. 1858)
- 7 febbraio - Giuseppe Tellera, generale italiano (n. 1882)
- 7 febbraio - Ludovico Tommasi, pittore e incisore italiano (n. 1866)
- 8 febbraio - Giovanni Piovesana, militare italiano (n. 1891)
- 8 febbraio - DeLisle Stewart, astronomo statunitense (n. 1870)
- 8 febbraio - Karl von Tubeuf, micologo tedesco (n. 1862)
- 9 febbraio - Elizabeth von Arnim, romanziera britannica (n. 1866)
- 9 febbraio - Gaudenzio Manuelli, arcivescovo cattolico italiano (n. 1873)
- 9 febbraio - Bruno Ziener, attore e regista tedesco (n. 1870)
- 10 febbraio - Dino Ciriaci, militare italiano (n. 1914)
- 10 febbraio - Ugo Passalacqua, militare italiano (n. 1914)
- 10 febbraio - Roberto Vianello, militare italiano (n. 1907)
- 11 febbraio - Rudolf Hilferding, economista, politico e medico tedesco (n. 1877)
- 11 febbraio - Mario Visintini, militare e aviatore italiano (n. 1913)
- 12 febbraio - Wilhelm Carstens, canottiere tedesco (n. 1869)
- 12 febbraio - William Rice, canottiere canadese (n. 1881)
- 12 febbraio - William Barlum Thompson, politico statunitense (n. 1860)
- 12 febbraio - Charles Francis Annesley Voysey, architetto britannico (n. 1857)
- 13 febbraio - Solideo D'Incau, militare italiano (n. 1915)
- 13 febbraio - Blind Boy Fuller, cantante e chitarrista statunitense (n. 1907)
- 13 febbraio - Giorgio Maggi, militare italiano (n. 1917)
- 13 febbraio - Luigi Rendina, militare italiano (n. 1916)
- 13 febbraio - Gino Rocca, scrittore, drammaturgo e giornalista italiano (n. 1891)
- 14 febbraio - Gilbert Dobbs, compositore di scacchi statunitense (n. 1867)
- 14 febbraio - Enos Fusetti, ufficiale italiano (n. 1917)
- 14 febbraio - Giuseppe Rensi, filosofo, avvocato e antifascista italiano (n. 1871)
- 14 febbraio - Andreas Stadler, sollevatore austriaco (n. 1896)
- 14 febbraio - Maria das Neves di Braganza, nobile portoghese (n. 1852)
- 15 febbraio - Guido Adler, musicologo e docente austriaco (n. 1855)
- 15 febbraio - Guglielmo Pecori Giraldi, nobile, generale e politico italiano (n. 1856)
- 16 febbraio - Giovanni Lagna, militare italiano (n. 1902)
- 17 febbraio - Cesare Campana, militare italiano (n. 1897)
- 17 febbraio - Stefan Zuck, alpinista tedesco (n. 1913)
- 18 febbraio - Ferdinando Fiandaca, arcivescovo cattolico italiano (n. 1857)
- 18 febbraio - George Minne, scultore, disegnatore e illustratore belga (n. 1866)
- 19 febbraio - Emilio Chiovenda, botanico italiano (n. 1871)
- 19 febbraio - Jacques Curie, chimico francese (n. 1856)
- 19 febbraio - Hamilton Harty, direttore d'orchestra, compositore e organista irlandese (n. 1879)
- 20 febbraio - Athos Ammannato, ufficiale e aviatore italiano (n. 1911)
- 20 febbraio - Alfredo Fusco, ufficiale e aviatore italiano (n. 1915)
- 20 febbraio - Arthur Erich Haas, fisico austriaco (n. 1884)
- 20 febbraio - Lorimer Johnston, regista, attore e sceneggiatore statunitense (n. 1858)
- 21 febbraio - Ferruccio Bonapace, militare italiano (n. 1893)
- 21 febbraio - Frederick Grant Banting, fisiologo canadese (n. 1891)
- 22 febbraio - Clara T. Bracy, attrice britannica (n. 1848)
- 22 febbraio - Noël Liétaer, calciatore francese (n. 1908)
- 22 febbraio - Dayton Miller, fisico statunitense (n. 1866)
- 23 febbraio - Emilio Faelli, giornalista, scrittore e politico italiano (n. 1866)
- 23 febbraio - Rosa Maria Segale, religiosa e missionaria italiana (n. 1850)
- 24 febbraio - Lothar von Arnauld de la Perière, ammiraglio tedesco (n. 1886)
- 24 febbraio - Robert Byron, scrittore inglese (n. 1905)
- 24 febbraio - Oskar Loerke, poeta e scrittore tedesco (n. 1884)
- 24 febbraio - Domenico Monterisi, calciatore italiano (n. 1920)
- 24 febbraio - Nat Ross, regista e produttore cinematografico statunitense (n. 1902)
- 24 febbraio - Ettore Strinati, letterato e commediografo italiano (n. 1864)
- 25 febbraio - Tito Collevati, ginnasta italiano (n. 1891)
- 25 febbraio - Edward Dewhurst, tennista australiano (n. 1870)
- 25 febbraio - Arturo Pazzi, architetto italiano (n. 1867)
- 25 febbraio - Alfred Powlesland, crickettista britannico (n. 1875)
- 26 febbraio - Marco Calderini, pittore e scrittore italiano (n. 1850)
- 26 febbraio - Ferdinando Nunziante di San Ferdinando, imprenditore, giornalista e politico italiano (n. 1863)
- 27 febbraio - Åke Bergman, nuotatore svedese (n. 1896)
- 27 febbraio - William D. Byron, politico statunitense (n. 1895)
- 27 febbraio - Carlo Evangelisti, militare italiano (n. 1910)
- 27 febbraio - Mario Fregonara, militare italiano (n. 1899)
- 28 febbraio - Alfonso XIII di Spagna, sovrano spagnolo (n. 1886)
- 28 febbraio - Arturo Beretta, medico italiano (n. 1876)
- 28 febbraio - Giberto Borromeo Arese, nobile, dirigente d'azienda e politico italiano (n. 1859)
- 28 febbraio - Giacomo Brunengo, militare italiano (n. 1911)
- 28 febbraio - Jane Hading, attrice teatrale francese (n. 1859)
- 28 febbraio - Lucien Mérignac, schermidore francese (n. 1873)

## Marzo(98)
- 1º marzo - Raphaël Albert Lambert, attore francese (n. 1865)
- 1º marzo - Ruby Laffoon, avvocato e politico statunitense (n. 1869)
- 1º marzo - Pavol Ušák Oliva, poeta e presbitero slovacco (n. 1914)
- 4 marzo - Nicolò Cobolli Gigli, ufficiale e aviatore italiano (n. 1918)
- 4 marzo - Marcello De Salvia, ufficiale e aviatore italiano (n. 1920)
- 4 marzo - Edoardo Mascheroni, direttore d'orchestra e compositore italiano (n. 1852)
- 4 marzo - Ludwig Quidde, storico e politico tedesco (n. 1858)
- 5 marzo - Enrichetta Carafa Capecelatro, poetessa, scrittrice e traduttrice italiana (n. 1863)
- 5 marzo - Leslie T. Peacocke, sceneggiatore, regista e attore statunitense (n. 1869)
- 6 marzo - Gutzon Borglum, scultore statunitense (n. 1867)
- 6 marzo - Pietro Volpi, militare italiano (n. 1911)
- 6 marzo - Paul Wevers, canoista tedesco (n. 1907)
- 7 marzo - Julian Eltinge, showman, cabarettista e attore statunitense (n. 1881)
- 7 marzo - Günther Prien, ufficiale tedesco (n. 1908)
- 7 marzo - Benvenuto Ratto, ufficiale italiano (n. 1915)
- 7 marzo - Arnold Schering, musicologo tedesco (n. 1877)
- 8 marzo - Carlo Anadone, fotografo italiano (n. 1851)
- 8 marzo - Sherwood Anderson, scrittore statunitense (n. 1876)
- 8 marzo - Giuseppe De Martini, militare italiano (n. 1912)
- 8 marzo - Egidio Aldo Fantina, militare italiano (n. 1915)
- 8 marzo - Paul Hymans, politico belga (n. 1865)
- 8 marzo - José Serrano Simeón, pianista, compositore e musicologo spagnolo (n. 1873)
- 9 marzo - Andrea Capozzi, militare italiano (n. 1898)
- 9 marzo - Vittorino Zanibon, militare italiano (n. 1915)
- 10 marzo - Vincenzo Ambrosio, militare italiano (n. 1913)
- 10 marzo - Silvano Buffa, militare italiano (n. 1914)
- 10 marzo - Piero Colobini, militare italiano (n. 1914)
- 10 marzo - Enrico Franco, militare italiano (n. 1906)
- 10 marzo - Luigi Vettori, pittore italiano (n. 1913)
- 10 marzo - Artico Di Prampero, militare italiano (n. 1907)
- 11 marzo - Henry Bouquillard, militare e aviatore francese (n. 1908)
- 11 marzo - Walford Davies, compositore inglese (n. 1869)
- 11 marzo - Karl Joseph Schulte, cardinale e arcivescovo cattolico tedesco (n. 1871)
- 11 marzo - Luigi Spallacci, militare e aviatore italiano (n. 1918)
- 12 marzo - Salvatore Fancello, scultore, ceramista e pittore italiano (n. 1916)
- 13 marzo - Stuart Walker, regista e produttore cinematografico statunitense (n. 1888)
- 14 marzo - Luigi Biasucci, militare italiano (n. 1890)
- 14 marzo - Niccolò Giani, giornalista e filosofo italiano (n. 1909)
- 14 marzo - Ladislaus Müller von Szentgyörgy, diplomatico e nobile ungherese (n. 1855)
- 14 marzo - Pietro Scapinelli di Leguigno, aviatore e militare italiano (n. 1904)
- 15 marzo - Joseph Bernheim-Jeune, mercante d'arte francese (n. 1870)
- 15 marzo - Antonio Cavarzerani, militare italiano (n. 1914)
- 15 marzo - Dino Del Favero, militare francese (n. 1910)
- 15 marzo - Alexej von Jawlensky, pittore russo (n. 1864)
- 15 marzo - Raghupathi Venkaiah Naidu, produttore cinematografico, fotografo e artista indiano (n. 1869)
- 16 marzo - Angelo Barzon, militare italiano (n. 1893)
- 16 marzo - Attilio Basso, militare italiano (n. 1901)
- 16 marzo - Bortolo Castellani, militare italiano (n. 1905)
- 16 marzo - Bob Crompton, calciatore inglese (n. 1879)
- 16 marzo - Gaetano Tavoni, militare italiano (n. 1889)
- 17 marzo - Emo Agostini, militare italiano (n. 1893)
- 17 marzo - Orlando Lorenzini, generale italiano (n. 1890)
- 17 marzo - Marguerite Nichols, attrice statunitense (n. 1891)
- 17 marzo - Nicolae Titulescu, diplomatico e politico romeno (n. 1882)
- 18 marzo - Bruno Brusco, militare italiano (n. 1910)
- 18 marzo - Henri Cornet, ciclista su strada francese (n. 1884)
- 18 marzo - Arvo Lindén, lottatore finlandese (n. 1887)
- 18 marzo - Alexander Pfänder, filosofo tedesco (n. 1870)
- 18 marzo - Antonio Zannetti, aviatore e militare italiano (n. 1912)
- 19 marzo - Matteo Ceirano, progettista, imprenditore e pilota automobilistico italiano (n. 1870)
- 19 marzo - Giorgio di Borbone-Parma, principe e militare italiano (n. 1900)
- 20 marzo - Corrado Frera, imprenditore italiano (n. 1859)
- 21 marzo - Gioacchino Di Marzio, militare italiano (n. 1913)
- 22 marzo - Lamberto Cesarini Sforza, letterato italiano (n. 1864)
- 22 marzo - Mario Codermatz, militare italiano (n. 1914)
- 22 marzo - John Neely, tennista statunitense (n. 1872)
- 22 marzo - Angiolo Poli, poeta italiano (n. 1903)
- 22 marzo - Edoardo Vicario, magistrato e politico italiano (n. 1876)
- 23 marzo - Angelo Badà, tenore italiano (n. 1876)
- 23 marzo - Tadeusz Tański, ingegnere polacco (n. 1892)
- 25 marzo - Nino Levi, giurista e politico italiano (n. 1894)
- 25 marzo - Luigi Natoli, scrittore e storiografo italiano (n. 1857)
- 26 marzo - Milton J. Fahrney, regista, sceneggiatore e attore statunitense (n. 1872)
- 26 marzo - Alessandro Morani, pittore, decoratore e scenografo italiano (n. 1859)
- 27 marzo - Primo Riccitelli, compositore italiano (n. 1875)
- 28 marzo - Balbino Clemente, calciatore spagnolo (n. 1896)
- 28 marzo - Giorgio Giorgis, militare italiano (n. 1897)
- 28 marzo - Marcus Hurley, pistard statunitense (n. 1883)
- 28 marzo - Ezio Levi, filologo italiano (n. 1884)
- 28 marzo - Pier Ludovico Occhini, giornalista, scrittore e politico italiano (n. 1874)
- 28 marzo - Herbert Wilberforce, tennista britannico (n. 1864)
- 28 marzo - Virginia Woolf, scrittrice, saggista e attivista britannica (n. 1882)
- 29 marzo - Horace Barnet, calciatore inglese (n. 1856)
- 29 marzo - Domenico Bastianini, militare e marinaio italiano (n. 1900)
- 29 marzo - Carlo Cattaneo, ammiraglio italiano (n. 1883)
- 29 marzo - Luigi Corsi, marinaio e militare italiano (n. 1898)
- 29 marzo - Vittorio Giannattasio, militare e marinaio italiano (n. 1904)
- 29 marzo - Umberto Grosso, militare e marinaio italiano (n. 1890)
- 29 marzo - Giorgio Modugno, militare e marinaio italiano (n. 1911)
- 29 marzo - Martti Nieminen, lottatore finlandese (n. 1891)
- 29 marzo - Salvatore Toscano, militare e marinaio italiano (n. 1897)
- 29 marzo - Dino Zannoner, militare italiano (n. 1910)
- 30 marzo - Elisabeth Baumann-Schlachter, scrittrice svizzera (n. 1887)
- 30 marzo - Adriano Colocci, politico, fotografo e giornalista italiano (n. 1855)
- 30 marzo - Antonín Janoušek, politico e giornalista cecoslovacco (n. 1877)
- 31 marzo - Marie Ohier, giocatrice di croquet francese (n. 1853)
- 31 marzo - William Bruce Ellis Ranken, pittore scozzese (n. 1881)
- 31 marzo - Romeo Romei, ufficiale italiano (n. 1906)

## Aprile(104)
- 1º aprile - Arthur Birkett, crickettista britannico (n. 1875)
- 1º aprile - Hippolyte Delehaye, gesuita e storico belga (n. 1859)
- 2 aprile - Livio Bassi, ufficiale e aviatore italiano (n. 1918)
- 2 aprile - Ugo Del Curto, militare e aviatore italiano (n. 1915)
- 2 aprile - Ruggero Vitrani, militare italiano (n. 1908)
- 3 aprile - Rodolfo Batagelj, militare e marinaio italiano (n. 1906)
- 3 aprile - Armando Crisciani, militare e marinaio italiano (n. 1902)
- 3 aprile - Ivan Šadr, scultore russo (n. 1887)
- 3 aprile - Carmelo Raiti, militare italiano (n. 1917)
- 3 aprile - Ulderico Sacchetto, militare e marinaio italiano (n. 1911)
- 3 aprile - Pál Teleki, politico ungherese (n. 1879)
- 4 aprile - Adriano Auguadri, militare italiano (n. 1897)
- 4 aprile - Cornelia Barns, illustratrice statunitense (n. 1888)
- 4 aprile - Ferruccio Battisti, militare italiano (n. 1912)
- 4 aprile - Luigi Bongiovanni, generale e politico italiano (n. 1866)
- 4 aprile - Fernando Chieffi, militare italiano (n. 1912)
- 4 aprile - Ibrahim Farag Mohammed, militare eritreo (n. 1908)
- 4 aprile - Carmine Lidonnici, militare italiano (n. 1914)
- 4 aprile - Giorgio Marussig, militare italiano (n. 1907)
- 4 aprile - Nazikeda Kadin, principessa abcasa (n. 1866)
- 4 aprile - Pino Zaccheria, cestista italiano (n. 1918)
- 5 aprile - Parvin E'tesami, poetessa iraniana (n. 1907)
- 5 aprile - Franciszek Kleeberg, generale polacco (n. 1888)
- 5 aprile - Arthur Lapworth, chimico scozzese (n. 1872)
- 5 aprile - George McKenzie, pugile britannico (n. 1901)
- 5 aprile - Ettore Moschino, giornalista, scrittore e poeta italiano (n. 1867)
- 5 aprile - Marcello Serrazanetti, pioniere dell'aviazione, militare e politico italiano (n. 1888)
- 6 aprile - Henry Burr, cantante canadese (n. 1882)
- 6 aprile - Kenneth Campbell, militare e aviatore scozzese (n. 1917)
- 6 aprile - Agenore Frangipani, generale italiano (n. 1876)
- 6 aprile - Franc Kulovec, politico, presbitero e giornalista jugoslavo (n. 1884)
- 6 aprile - Giovanni Malfitano, chimico, microbiologo e filosofo italiano (n. 1872)
- 6 aprile - Rocco Polimeni, militare italiano (n. 1914)
- 6 aprile - Paul-Frédéric Rollet, generale francese (n. 1875)
- 7 aprile - Arturo Galuppi, militare italiano (n. 1922)
- 7 aprile - Maria Carolina di Borbone-Due Sicilie, principessa italiana (n. 1856)
- 8 aprile - Giuseppe Cantafio, militare italiano (n. 1920)
- 8 aprile - Marcel Prévost, scrittore, drammaturgo e giornalista francese (n. 1862)
- 8 aprile - George Simond, tennista britannico (n. 1867)
- 9 aprile - Giuseppe Cremascoli, generale italiano (n. 1883)
- 9 aprile - Friedel Holz, calciatore tedesco (n. 1920)
- 9 aprile - Francesco Lojacono, militare e aviatore italiano (n. 1917)
- 9 aprile - Ernest Bickham Sweet-Escott, diplomatico britannico (n. 1857)
- 9 aprile - Enrico Theodoli, militare e aviatore italiano (n. 1920)
- 9 aprile - William Worthington, attore e regista statunitense (n. 1872)
- 10 aprile - Sabatino Minucci, militare italiano (n. 1915)
- 10 aprile - Dorothy Wilde, traduttrice e socialite britannica (n. 1895)
- 11 aprile - Alessandro Annoni, militare italiano (n. 1899)
- 11 aprile - Alfredo Notte, militare italiano (n. 1918)
- 11 aprile - Albert Charles Seward, botanico e geologo britannico (n. 1863)
- 12 aprile - Giovanni Battista Dho, militare e politico italiano (n. 1870)
- 12 aprile - Pietro Mazzei, aviatore e militare italiano (n. 1916)
- 13 aprile - Annie Jump Cannon, astronoma statunitense (n. 1863)
- 13 aprile - William Twaits, calciatore canadese (n. 1878)
- 14 aprile - Guillermo Kahlo, fotografo tedesco (n. 1871)
- 14 aprile - Rocco Lazazzera, militare italiano (n. 1898)
- 14 aprile - Antonio Mendolicchio, militare italiano (n. 1915)
- 14 aprile - Secondo Meneghetti, militare italiano (n. 1893)
- 14 aprile - James Duncan Smith, militare canadese (n. 1914)
- 14 aprile - Giulio Tuci, militare italiano (n. 1908)
- 15 aprile - Ezio Biondi, militare e aviatore italiano (n. 1914)
- 15 aprile - Ottorino Carletti, militare, funzionario e politico italiano (n. 1873)
- 15 aprile - Carlo Chiamenti, militare italiano (n. 1911)
- 15 aprile - Giuseppe Felice, militare italiano (n. 1920)
- 15 aprile - Sergio Massa, militare italiano (n. 1909)
- 16 aprile - Luca Balsofiore, militare italiano (n. 1906)
- 16 aprile - Émile Bernard, pittore francese (n. 1868)
- 16 aprile - Gherardo Bosio, architetto, ingegnere e urbanista italiano (n. 1903)
- 16 aprile - Pietro de Cristofaro, militare italiano (n. 1900)
- 16 aprile - Hans Driesch, biologo e filosofo tedesco (n. 1867)
- 16 aprile - Josiah Stamp, scrittore, economista e banchiere inglese (n. 1880)
- 16 aprile - John Wodehouse, III conte di Kimberley, nobile e politico inglese (n. 1883)
- 17 aprile - Sergej Mašera, ufficiale jugoslavo (n. 1912)
- 18 aprile - Ivan Hribar, banchiere, politico e diplomatico sloveno (n. 1851)
- 18 aprile - Alexandros Korizis, politico greco (n. 1885)
- 18 aprile - Domenico Quattrociocchi, pittore italiano (n. 1872)
- 18 aprile - Anna Il'inična Čavčavadze, stilista georgiana (n. 1891)
- 19 aprile - René Ressejac-Duparc, calciatore francese (n. 1880)
- 20 aprile - Luigi Barbesino, calciatore, allenatore di calcio e aviatore italiano (n. 1894)
- 20 aprile - Amleto Palermi, regista italiano (n. 1889)
- 20 aprile - Marmaduke Pattle, militare e aviatore sudafricano (n. 1914)
- 20 aprile - Loris Pivetti, militare e aviatore italiano (n. 1908)
- 20 aprile - William Joseph Woods, militare e aviatore irlandese (n. 1913)
- 21 aprile - Karel Boromejský Kašpar, cardinale e arcivescovo cattolico ceco (n. 1870)
- 21 aprile - Fritz Manteuffel, ginnasta tedesco (n. 1875)
- 21 aprile - Guglielmo Scognamiglio, militare italiano (n. 1891)
- 21 aprile - André Wilmart, presbitero e medievista francese (n. 1876)
- 22 aprile - Achille Lauro, militare italiano (n. 1892)
- 22 aprile - Adalberto Orlando, militare italiano (n. 1910)
- 22 aprile - Trifone Pederzolli, vescovo cattolico italiano (n. 1864)
- 23 aprile - Stanley Fields, attore statunitense (n. 1883)
- 23 aprile - Alighiero Miele, generale italiano (n. 1887)
- 24 aprile - Karin Boye, scrittrice, poetessa e critica letteraria svedese (n. 1900)
- 24 aprile - Ugo Fiorelli, militare italiano (n. 1893)
- 24 aprile - Sisowath Monivong, re cambogiano (n. 1875)
- 24 aprile - Lawrence Whitney, pesista e discobolo statunitense (n. 1891)
- 25 aprile - Aleksandr Širjaev, ballerino e animatore russo (n. 1867)
- 26 aprile - Guido Gianfardoni, calciatore e allenatore di calcio italiano (n. 1901)
- 26 aprile - Eduard Toda i Güell, diplomatico, bibliografo e egittologo spagnolo (n. 1852)
- 27 aprile - Raffaele Mainella, pittore, decoratore e architetto italiano (n. 1856)
- 27 aprile - Giovanni Palmieri, militare italiano (n. 1922)
- 30 aprile - Edgar Aabye, tiratore di fune danese (n. 1865)
- 30 aprile - Edwin S. Porter, regista, direttore della fotografia e sceneggiatore statunitense (n. 1870)
- 30 aprile - Attilio Pusterla, pittore e decoratore italiano (n. 1862)

## Maggio(78)
- 1º maggio - Francesco Saverio Azzariti, politico italiano (n. 1870)
- 1º maggio - Otto Granström, ginnasta finlandese (n. 1887)
- 2 maggio - Penelope Delta, scrittrice greca (n. 1874)
- 2 maggio - Ibrahim Tuqan, poeta palestinese (n. 1905)
- 3 maggio - Zeffirino Bertelli, militare italiano (n. 1917)
- 3 maggio - Achille Formis, militare italiano (n. 1905)
- 3 maggio - Giovanni Padovani, militare italiano (n. 1905)
- 3 maggio - Victor Thibault, arciere francese (n. 1867)
- 4 maggio - Francis William Lionel Collings Beaumont, militare e produttore cinematografico britannico (n. 1903)
- 4 maggio - Antonio D'Agostino, militare italiano (n. 1913)
- 4 maggio - Johann von Pallavicini, diplomatico e politico austro-ungarico (n. 1848)
- 4 maggio - Theodor Tobler, imprenditore svizzero (n. 1876)
- 5 maggio - Oliver T. Marsh, direttore della fotografia statunitense (n. 1892)
- 6 maggio - Joseph Garibaldi, pittore francese (n. 1863)
- 6 maggio - Shūzō Kuki, filosofo, poeta e scrittore giapponese (n. 1888)
- 7 maggio - James George Frazer, antropologo e storico delle religioni scozzese (n. 1854)
- 8 maggio - Armando Boetto, aviatore e ufficiale italiano (n. 1911)
- 8 maggio - Franco Cappa, aviatore e militare italiano (n. 1916)
- 8 maggio - Ernst-Felix Krüder, militare tedesco (n. 1897)
- 8 maggio - Mentore Maggini, astrofisico italiano (n. 1890)
- 8 maggio - Natalija Obrenović, sovrana serba (n. 1859)
- 9 maggio - Józef Cebula, religioso polacco (n. 1902)
- 9 maggio - Stefan Grelewski, presbitero polacco (n. 1898)
- 9 maggio - Fritz-Julius Lemp, militare tedesco (n. 1913)
- 9 maggio - Jørgen Lund, attore, scenografo e regista danese (n. 1873)
- 9 maggio - Gabriele Pepe, militare italiano (n. 1896)
- 10 maggio - Cissy Fitzgerald, attrice britannica (n. 1873)
- 10 maggio - František Jirásek, calciatore boemo (n. 1885)
- 10 maggio - Paul Évariste Parmentier, botanico francese (n. 1860)
- 11 maggio - Agnes Keyser, filantropa inglese (n. 1852)
- 11 maggio - André Blaise, ciclista su strada belga (n. 1888)
- 11 maggio - Attilio Gallina, calciatore italiano (n. 1888)
- 11 maggio - Peggy Shannon, attrice statunitense (n. 1907)
- 12 maggio - Louis Coolsaet, ciclista su strada francese (n. 1884)
- 12 maggio - James Gordon, attore e regista statunitense (n. 1871)
- 12 maggio - Charles Howard, XX conte di Suffolk, nobile e militare britannico (n. 1906)
- 12 maggio - Egisto Lilli, militare italiano (n. 1895)
- 12 maggio - Gustavo Roccella, militare italiano (n. 1909)
- 12 maggio - Ruth Stonehouse, attrice, regista e sceneggiatrice statunitense (n. 1892)
- 13 maggio - Nicolò Bonessa, militare italiano (n. 1897)
- 14 maggio - Leander Keim, ginnasta e multiplista statunitense (n. 1879)
- 15 maggio - Law Adam, calciatore olandese (n. 1908)
- 15 maggio - Giacinto Cova, militare italiano (n. 1909)
- 15 maggio - Ulrich Grauert, generale tedesco (n. 1889)
- 15 maggio - Max Leenhardt, pittore francese (n. 1853)
- 16 maggio - Emilio Caizzo, militare italiano (n. 1920)
- 16 maggio - Jacopo Gasparini, diplomatico italiano (n. 1879)
- 16 maggio - Giovan Battista Volpini, generale italiano (n. 1883)
- 17 maggio - Louis Jacobsohn-Lask, neurologo tedesco (n. 1863)
- 17 maggio - José Leite de Vasconcelos, filologo, etnografo e archeologo portoghese (n. 1858)
- 17 maggio - Wil van Gogh, insegnante e attivista olandese (n. 1862)
- 18 maggio - Giuseppe Manente, compositore, direttore d'orchestra e militare italiano (n. 1867)
- 18 maggio - Oskar Nørland, calciatore danese (n. 1882)
- 18 maggio - Werner Sombart, economista e sociologo tedesco (n. 1863)
- 18 maggio - Milka Ternina, soprano croato (n. 1863)
- 19 maggio - Bernardo Oddo, chimico italiano (n. 1882)
- 20 maggio - Raul Proença, filosofo, giornalista e scrittore portoghese (n. 1884)
- 20 maggio - Wilhelm Süssmann, generale tedesco (n. 1891)
- 21 maggio - Erik Christian Clemmensen, chimico danese (n. 1876)
- 21 maggio - Alessandro Marracino, magistrato, giurista e politico italiano (n. 1867)
- 21 maggio - Miron Poljakin, violinista e docente russo (n. 1895)
- 22 maggio - John Pendlebury, archeologo britannico (n. 1904)
- 23 maggio - Herbert Austin, imprenditore britannico (n. 1866)
- 23 maggio - Rama Varma XVII, principe indiano (n. 1861)
- 24 maggio - Tita Gori, pittore italiano (n. 1870)
- 24 maggio - Lancelot Holland, ammiraglio britannico (n. 1887)
- 24 maggio - Sofia di Lussemburgo, principessa lussemburghese (n. 1902)
- 24 maggio - Horace Rumbold, diplomatico inglese (n. 1869)
- 26 maggio - Gian Carlo Bitossi, militare italiano (n. 1909)
- 27 maggio - Vasil Laçi, patriota albanese (n. 1922)
- 27 maggio - Ernst Lindemann, militare e marinaio tedesco (n. 1894)
- 27 maggio - Günther Lütjens, ammiraglio tedesco (n. 1889)
- 28 maggio - Antoni Julian Nowowiejski, arcivescovo cattolico polacco (n. 1858)
- 30 maggio - Raffaello Bertieri, editore, designer e tipografo italiano (n. 1875)
- 30 maggio - Prajadhipok, sovrano thailandese (n. 1893)
- 31 maggio - Rodolfo Amoedo, pittore brasiliano (n. 1857)
- 31 maggio - Francis Meadow Sutcliffe, fotografo britannico (n. 1853)
- 31 maggio - Massimo Rinaldi, vescovo cattolico e missionario italiano (n. 1869)

## Giugno(66)
- 1º giugno - Hans Berger, medico tedesco (n. 1873)
- 1º giugno - Kurt Hensel, matematico tedesco (n. 1861)
- 1º giugno - Franz Zimmer, alpinista e imprenditore austriaco (n. 1865)
- 2 giugno - Lou Gehrig, giocatore di baseball statunitense (n. 1903)
- 3 giugno - Giuseppe Boselli, militare e imprenditore italiano (n. 1867)
- 3 giugno - Andy Cooper, giocatore di baseball statunitense (n. 1898)
- 3 giugno - Antoni Łyko, calciatore polacco (n. 1907)
- 3 giugno - Angelo Omodeo, ingegnere e funzionario italiano (n. 1876)
- 4 giugno - Guglielmo II di Germania, sovrano tedesco (n. 1859)
- 4 giugno - Joseph Wear, tennista statunitense (n. 1876)
- 5 giugno - George Bickel, attore statunitense (n. 1863)
- 5 giugno - Pierluigi Deodato, militare italiano (n. 1899)
- 6 giugno - Louis Chevrolet, pilota automobilistico e imprenditore svizzero (n. 1878)
- 6 giugno - Antanas Lingis, calciatore lituano (n. 1905)
- 8 giugno - Mario Daverio, aviatore e militare italiano (n. 1908)
- 8 giugno - Daniel Vorländer, chimico prussiano (n. 1867)
- 10 giugno - Herschel Mayall, attore statunitense (n. 1863)
- 10 giugno - Adolfo Venturi, storico dell'arte italiano (n. 1856)
- 11 giugno - Friedrich Roselius, imprenditore tedesco (n. 1876)
- 11 giugno - Česlav Genrichovič Sabinskij, regista cinematografico russo (n. 1885)
- 11 giugno - Karl Hermann Wolf, politico, editore e scrittore ceco (n. 1862)
- 12 giugno - Kōnstantinos Komnīnos-Mīliōtīs, schermidore greco (n. 1874)
- 14 giugno - George Ernest Goodman, militare e aviatore britannico (n. 1920)
- 14 giugno - Leslie McPherson, lunghista e ostacolista australiano (n. 1880)
- 15 giugno - Charles de La Roncière, storico, scrittore e bibliotecario francese (n. 1870)
- 15 giugno - Christian Coudray, militare e aviatore francese (n. 1908)
- 15 giugno - Jarvis Hunt, golfista e architetto statunitense (n. 1863)
- 15 giugno - Evelyn Underhill, scrittrice inglese (n. 1875)
- 16 giugno - Camillo Grossi, generale e politico italiano (n. 1876)
- 16 giugno - Michele Perriello, militare italiano (n. 1916)
- 17 giugno - Léonie Martin, monaca cristiana francese (n. 1863)
- 18 giugno - Svetozar Đanić, calciatore jugoslavo (n. 1917)
- 18 giugno - Agustín Edwards Mac-Clure, imprenditore, politico e diplomatico cileno (n. 1878)
- 18 giugno - Cecilio Báez, giornalista e politico paraguaiano (n. 1862)
- 19 giugno - Jack McDonald, attore statunitense (n. 1880)
- 19 giugno - Elena Popea, pittrice rumena (n. 1879)
- 19 giugno - Peggy Saunders, tennista britannica (n. 1905)
- 20 giugno - Peder Mørk Mønsted, pittore danese (n. 1859)
- 22 giugno - Helmut Hamann, velocista tedesco (n. 1912)
- 22 giugno - Ludwig Vörg, alpinista e militare tedesco (n. 1911)
- 23 giugno - Elliott Dexter, attore statunitense (n. 1870)
- 23 giugno - Eugène Laverne, velista francese (n. 1866)
- 23 giugno - Umberto Silvagni, giornalista e politico italiano (n. 1862)
- 24 giugno - Mario Anelli, militare, aviatore e fotografo italiano (n. 1903)
- 24 giugno - Riccardo Balagna, militare e aviatore italiano (n. 1912)
- 24 giugno - Vito Sinisi, militare e aviatore italiano (n. 1918)
- 25 giugno - Marie-Vincent Bernadot, presbitero, scrittore e traduttore francese (n. 1883)
- 25 giugno - Luigi Capello, generale italiano (n. 1859)
- 25 giugno - Sante Patussi, militare italiano (n. 1915)
- 25 giugno - Alfred Pringsheim, matematico tedesco (n. 1850)
- 26 giugno - Severijan Baranyk, religioso ucraino (n. 1889)
- 26 giugno - Francesco Filiasi, progettista italiano (n. 1869)
- 26 giugno - Otto Kanturek, direttore della fotografia e regista austriaco (n. 1897)
- 26 giugno - Mykola Konrad, presbitero ucraino (n. 1876)
- 26 giugno - Volodymyr Pryjma, ucraino (n. 1906)
- 26 giugno - Ettore Tito, pittore e scultore italiano (n. 1859)
- 27 giugno - Matteo Demetz, fondista italiano (n. 1902)
- 27 giugno - Karl Neukirch, ginnasta tedesco (n. 1864)
- 28 giugno - Richard Carle, attore statunitense (n. 1871)
- 29 giugno - Laura Clay, attivista, oratrice e politica statunitense (n. 1849)
- 29 giugno - Giovanni Pietro Eligio Gorio, politico italiano (n. 1872)
- 29 giugno - Ignacy Jan Paderewski, pianista, compositore e politico polacco (n. 1860)
- 29 giugno - Jakym Sen'kivs'kyj, presbitero ucraino (n. 1896)
- 29 giugno - Zinaida Vengerova, critica letteraria e traduttrice russa (n. 1867)
- 30 giugno - Józef Broel-Plater, militare e bobbista polacco (n. 1890)
- 30 giugno - Charles Cripps, I barone Parmoor, politico inglese (n. 1852)

## Luglio(92)
- 1º luglio - Maria Rita Brondi, chitarrista, liutista e cantante italiana (n. 1889)
- 1º luglio - Otto Fischer, calciatore e allenatore di calcio austriaco (n. 1901)
- 1º luglio - Michail Kaganovič, politico e rivoluzionario sovietico (n. 1888)
- 1º luglio - Hugh Walpole, scrittore britannico (n. 1884)
- 2 luglio - Antonio Cavalleri, militare italiano (n. 1911)
- 2 luglio - Ronald McLean, ginnasta britannico (n. 1881)
- 2 luglio - George Valentin Bibescu, nobile e aviatore romeno (n. 1880)
- 2 luglio - Hilmar Wäckerle, militare tedesco (n. 1899)
- 3 luglio - Friedrich Akel, politico, fisico e diplomatico estone (n. 1871)
- 4 luglio - Fortunato Federigi, militare e aviatore italiano (n. 1901)
- 4 luglio - Giuseppe Mazzaglia, militare italiano (n. 1898)
- 4 luglio - Mario Montefusco, militare e aviatore italiano (n. 1912)
- 4 luglio - Adolfo Rebez, militare e aviatore italiano (n. 1917)
- 4 luglio - Tadeusz Boy-Żeleński, scrittore e traduttore polacco (n. 1874)
- 5 luglio - Oskar Fried, direttore d'orchestra e compositore tedesco (n. 1871)
- 5 luglio - Franco Tosoni Pittoni, militare italiano (n. 1904)
- 6 luglio - Frank Cooley, regista e attore statunitense (n. 1870)
- 6 luglio - Anton Reichenow, ornitologo tedesco (n. 1874)
- 6 luglio - Yehuda Leib Tsirelson, rabbino e politico rumeno (n. 1859)
- 8 luglio - Tommaso Coccione, musicista, fisarmonicista e compositore italiano (n. 1905)
- 8 luglio - Philippe Gaubert, flautista, direttore d'orchestra e compositore francese (n. 1879)
- 8 luglio - Rolf Maartmann, calciatore norvegese (n. 1887)
- 8 luglio - Agnes Straub, attrice tedesca (n. 1890)
- 10 luglio - Anandyn Amar, politico mongolo (n. 1886)
- 10 luglio - Andrij Bandera, presbitero e politico ucraino (n. 1882)
- 10 luglio - Jelly Roll Morton, pianista e compositore statunitense (n. 1890)
- 10 luglio - Pietro Loro Piana, ingegnere e imprenditore italiano (n. 1883)
- 11 luglio - Emilio Agostini, poeta italiano (n. 1874)
- 11 luglio - Arthur Evans, archeologo britannico (n. 1851)
- 11 luglio - Cesare Giacobbe, militare italiano (n. 1916)
- 12 luglio - Franz Bartl, pallamanista austriaco (n. 1915)
- 12 luglio - Charles Jaffe, scacchista russo (n. 1879)
- 12 luglio - Marģers Skujenieks, politico lettone (n. 1886)
- 13 luglio - Eduard Norden, filologo classico e storico delle religioni tedesco (n. 1868)
- 15 luglio - Walter Ruttmann, regista tedesco (n. 1887)
- 16 luglio - August Cesarec, letterato e pubblicista croato (n. 1893)
- 16 luglio - Oscar Sorgato, pittore italiano (n. 1902)
- 17 luglio - Ira Davenport, giocatore di baseball, giocatore di football americano e mezzofondista statunitense (n. 1887)
- 17 luglio - Armand Dufaux, imprenditore e aviatore svizzero (n. 1883)
- 17 luglio - Rudolf Négely, pittore ungherese (n. 1883)
- 17 luglio - Ludwig Stubbendorf, cavaliere tedesco (n. 1906)
- 18 luglio - Arturo Ferrarin, aviatore e militare italiano (n. 1895)
- 18 luglio - Lido Gori, militare italiano (n. 1910)
- 18 luglio - Saul Hallap, sollevatore estone (n. 1897)
- 18 luglio - Francesco Meattini, militare italiano (n. 1901)
- 19 luglio - Bartolomeo Costantini, pilota automobilistico e aviatore italiano (n. 1889)
- 19 luglio - Paul Escoffier, attore francese (n. 1875)
- 19 luglio - Wilhelm Leichum, velocista e lunghista tedesco (n. 1911)
- 19 luglio - Alessandro Saporiti, militare e politico italiano (n. 1863)
- 20 luglio - Lew Fields, attore statunitense (n. 1867)
- 20 luglio - Viliami Tungī Mailefihi, principe e politico tongano (n. 1888)
- 20 luglio - Karl von Weber, generale tedesco (n. 1892)
- 21 luglio - Rex De Rosselli, attore statunitense (n. 1876)
- 22 luglio - Dmitrij Grigor'evič Pavlov, generale sovietico (n. 1897)
- 23 luglio - Anna Ecklund, allevatrice statunitense (n. 1882)
- 23 luglio - Giuseppe Muzzioli, calciatore italiano (n. 1904)
- 23 luglio - José Abelardo Quiñones Gonzáles, aviatore e militare peruviano (n. 1914)
- 23 luglio - Hans Scheele, ostacolista tedesco (n. 1908)
- 24 luglio - Johannes Hermannus Berends, vescovo vetero-cattolico olandese (n. 1868)
- 24 luglio - Cesare Oddone, ingegnere e politico italiano (n. 1865)
- 24 luglio - Rudolf Ramek, politico austriaco (n. 1881)
- 24 luglio - Giuseppe Tetamo, poeta e scrittore italiano (n. 1885)
- 25 luglio - Allan Forrest, attore statunitense (n. 1885)
- 25 luglio - Mieczysława Kowalska, religiosa polacca (n. 1902)
- 25 luglio - Reino Valtonen, cestista e pugile finlandese (n. 1916)
- 26 luglio - Kazimierz Bartel, politico e matematico polacco (n. 1882)
- 26 luglio - Carlo Bosio, militare italiano (n. 1916)
- 26 luglio - Aristide Carabelli, militare italiano (n. 1916)
- 26 luglio - Marx Dormoy, politico francese (n. 1888)
- 26 luglio - Bruno Falcomatà, militare italiano (n. 1911)
- 26 luglio - Giorgio Giobbe, militare italiano (n. 1906)
- 26 luglio - Henri Lebesgue, matematico francese (n. 1875)
- 26 luglio - Vittorio Moccagatta, militare italiano (n. 1903)
- 26 luglio - Paul Ogorzow, serial killer tedesco (n. 1912)
- 26 luglio - Alcide Pedretti, militare italiano (n. 1913)
- 26 luglio - James Rennell Rodd, diplomatico, politico e poeta britannico (n. 1858)
- 26 luglio - Teseo Tesei, militare e inventore italiano (n. 1909)
- 26 luglio - Guido Vincon, militare e marinaio italiano (n. 1914)
- 26 luglio - Benjamin Lee Whorf, linguista statunitense (n. 1897)
- 27 luglio - Roberto Liberi, militare e aviatore italiano (n. 1901)
- 28 luglio - Gino Grimaldi, pittore italiano (n. 1889)
- 28 luglio - Ivan Leopol'dovič Lorenc, rivoluzionario e diplomatico sovietico (n. 1890)
- 28 luglio - William Parke, regista e attore statunitense (n. 1873)
- 28 luglio - William Parker, sceneggiatore e regista cinematografico statunitense (n. 1886)
- 29 luglio - Erminia Borghi-Mamo, soprano italiano (n. 1855)
- 29 luglio - Charles Murray, attore e regista statunitense (n. 1872)
- 29 luglio - James Stephenson, attore britannico (n. 1889)
- 29 luglio - Laurenz Matthias Vincenz, vescovo cattolico svizzero (n. 1874)
- 30 luglio - Hugo Celmiņš, politico lettone (n. 1877)
- 30 luglio - Alfons Maria Galea, imprenditore, scrittore e politico maltese (n. 1861)
- 30 luglio - Anna Marongiu, pittrice e incisore italiana (n. 1907)
- 30 luglio - Spartaco Orazi, calciatore, velocista e dirigente sportivo italiano (n. 1902)

## Agosto(60)
- 1º agosto - Carlo Abate, scultore e anarchico italiano (n. 1859)
- 1º agosto - Sidney Brown, progettista, collezionista d'arte e imprenditore svizzero (n. 1865)
- 1º agosto - Angelo Sbrana, sindacalista italiano (n. 1885)
- 2 agosto - Pierre Levasseur, ingegnere e aviatore francese (n. 1890)
- 3 agosto - Martin Meulenberg, vescovo cattolico tedesco (n. 1872)
- 3 agosto - Leopold Richter, calciatore tedesco (n. 1885)
- 3 agosto - Paul L. Strack, numismatico e storico tedesco (n. 1904)
- 4 agosto - Mihály Babits, poeta ungherese (n. 1883)
- 4 agosto - Michail Nicolaevič Savojarov, compositore, cantante e poeta russo (n. 1876)
- 5 agosto - Leo Deutsch, rivoluzionario russo (n. 1855)
- 5 agosto - Barnett Parker, attore britannico (n. 1886)
- 6 agosto - Jacob Berner, calciatore norvegese (n. 1900)
- 6 agosto - Nello Brambilla, aviatore e ufficiale italiano (n. 1906)
- 6 agosto - Henry Cursham, calciatore inglese (n. 1859)
- 6 agosto - Leonid Leonidov, attore e regista russo (n. 1873)
- 6 agosto - Giuseppe Li Bassi, militare italiano (n. 1908)
- 6 agosto - Jules Valton, velista francese (n. 1867)
- 7 agosto - Bruno Mussolini, aviatore italiano (n. 1918)
- 7 agosto - Rabindranath Tagore, poeta, drammaturgo e scrittore indiano (n. 1861)
- 8 agosto - Claire Roman, aviatrice, infermiera e paracadutista francese (n. 1906)
- 10 agosto - Mario Amadori, chimico italiano (n. 1886)
- 10 agosto - Luciano Gavazzi, militare italiano (n. 1898)
- 11 agosto - Herbert Adamski, canottiere tedesco (n. 1910)
- 11 agosto - Alessandro Ajmone Marsan, dirigente sportivo, imprenditore e calciatore italiano (n. 1884)
- 11 agosto - Alfredo Santino Lutri, militare italiano (n. 1918)
- 12 agosto - Freeman Freeman-Thomas, I marchese di Willingdon, politico e diplomatico britannico (n. 1866)
- 13 agosto - Stuart Blackton, regista, produttore cinematografico e attore britannico (n. 1875)
- 14 agosto - Luis Dellepiane, politico, militare e ingegnere argentino (n. 1865)
- 14 agosto - Arthur Hiller, calciatore tedesco (n. 1881)
- 14 agosto - Massimiliano Maria Kolbe, presbitero e francescano polacco (n. 1894)
- 14 agosto - Paul Sabatier, chimico francese (n. 1854)
- 15 agosto - Annie Vernay, attrice francese (n. 1921)
- 16 agosto - Vittorio Emanuele Bressanin, pittore e scultore italiano (n. 1860)
- 16 agosto - John Coates, tenore inglese (n. 1865)
- 16 agosto - Michael Murach, pugile tedesco (n. 1911)
- 19 agosto - Gustaf Dalman, orientalista e teologo tedesco (n. 1855)
- 19 agosto - Paul Duboc, ciclista su strada francese (n. 1884)
- 19 agosto - Paul von Hintze, ammiraglio, diplomatico e politico tedesco (n. 1864)
- 20 agosto - John Baird, I visconte Stonehaven, politico britannico (n. 1874)
- 21 agosto - Alexandru Popişteanu, militare e aviatore rumeno (n. 1904)
- 22 agosto - Francisco de Campos Barreto, vescovo cattolico brasiliano (n. 1877)
- 22 agosto - Sébastienne Guyot, ingegnera e mezzofondista francese (n. 1896)
- 22 agosto - Heino Veskila, cestista estone (n. 1918)
- 23 agosto - Giacomo Cecconi, entomologo e naturalista italiano (n. 1866)
- 23 agosto - Tal'at Harb, economista egiziano (n. 1867)
- 25 agosto - Enrico Calenda, militare italiano (n. 1914)
- 25 agosto - Kalle Järvinen, pesista finlandese (n. 1903)
- 27 agosto - Mitsuko Aoyama, giapponese (n. 1874)
- 27 agosto - Pietro Donà delle Rose, militare e aviatore italiano (n. 1914)
- 27 agosto - Antonio Forni, aviatore e marinaio italiano (n. 1908)
- 27 agosto - Giuliano Gioia, militare e aviatore italiano (n. 1917)
- 28 agosto - Ugo Agostoni, ciclista su strada italiano (n. 1893)
- 28 agosto - Hermann-Friedrich Joppien, aviatore tedesco (n. 1912)
- 29 agosto - Honoré d'Estienne d'Orves, ufficiale francese (n. 1901)
- 30 agosto - Marie von Buelow, attrice austriaca (n. 1857)
- 30 agosto - Friedrich Hendrix, velocista tedesco (n. 1911)
- 30 agosto - Peder Oluf Pedersen, ingegnere e fisico danese (n. 1874)
- 31 agosto - Marina Ivanovna Cvetaeva, poetessa e scrittrice russa (n. 1892)
- 31 agosto - Alfred Hettner, geografo tedesco (n. 1859)
- 31 agosto - Erich Schmidt, aviatore tedesco (n. 1914)

## Settembre(70)
- 1º settembre - Vivien Chartres, violinista britannica (n. 1893)
- 1º settembre - Jiří Orten, poeta cecoslovacco (n. 1919)
- 1º settembre - George Pardee, politico statunitense (n. 1857)
- 3 settembre - Corrado D'Errico, regista, critico cinematografico e sceneggiatore italiano (n. 1902)
- 3 settembre - Carlo Marchetto, aviatore e militare italiano (n. 1919)
- 4 settembre - Carlo Romagnoli, aviatore e militare italiano (n. 1905)
- 5 settembre - Ugo Da Como, politico italiano (n. 1869)
- 5 settembre - Kalle Jalkanen, fondista finlandese (n. 1907)
- 6 settembre - Walter Granger, paleontologo statunitense (n. 1872)
- 6 settembre - Milton Ross, attore statunitense (n. 1872)
- 7 settembre - Mario García Menocal, politico cubano (n. 1866)
- 7 settembre - Secondo Pia, avvocato e fotografo italiano (n. 1855)
- 7 settembre - Sara Roosevelt, statunitense (n. 1854)
- 8 settembre - Giuseppe Amisani, pittore italiano (n. 1881)
- 9 settembre - Hans Spemann, biologo tedesco (n. 1869)
- 10 settembre - George Hilsdon, calciatore britannico (n. 1885)
- 10 settembre - Giuliano Prini, ufficiale italiano (n. 1910)
- 11 settembre - Alfredo Barbati, aviatore e militare italiano (n. 1897)
- 11 settembre - Emilio Bianchi, astronomo italiano (n. 1875)
- 11 settembre - Christian Georgievič Rakovskij, rivoluzionario sovietico (n. 1873)
- 11 settembre - Marija Aleksandrovna Spiridonova, rivoluzionaria russa (n. 1884)
- 12 settembre - Otakar Mazal, calciatore cecoslovacco (n. 1894)
- 12 settembre - Paolo Schirò, vescovo cattolico italiano (n. 1866)
- 12 settembre - Eugen von Schobert, generale tedesco (n. 1883)
- 12 settembre - Joseph Stenhouse, navigatore, esploratore e militare scozzese (n. 1887)
- 13 settembre - Vincenzo Pastore, militare italiano (n. 1908)
- 13 settembre - Giuseppe Rosso, militare italiano (n. 1907)
- 14 settembre - Veniamin Iosifovič Flejšman, compositore sovietico (n. 1913)
- 14 settembre - Aldo Oberdorfer, germanista, saggista e antifascista italiano (n. 1885)
- 14 settembre - Oliver Sheppard, scultore irlandese (n. 1865)
- 15 settembre - Josef Adelbrecht, calciatore e militare austriaco (n. 1910)
- 15 settembre - Jurij Michajlovič Steklov, rivoluzionario, storico e giornalista russo (n. 1873)
- 15 settembre - Giovanni Zangrando, pittore italiano (n. 1867)
- 16 settembre - Italia Almirante Manzini, attrice italiana (n. 1890)
- 17 settembre - Alexandru Ioanițiu, generale rumeno (n. 1890)
- 17 settembre - Fred Karno, circense britannico (n. 1866)
- 18 settembre - Gwendoline Eastlake-Smith, tennista britannica (n. 1883)
- 19 settembre - Filippo Bottazzi, fisiologo e biochimico italiano (n. 1867)
- 20 settembre - Michail Petrovič Kirponos, generale sovietico (n. 1892)
- 20 settembre - Ludwig Landshoff, musicista e direttore d'orchestra tedesco (n. 1874)
- 20 settembre - Antonietta Mazzone, religiosa italiana (n. 1878)
- 20 settembre - Petre Sucitulescu, calciatore rumeno (n. 1914)
- 20 settembre - Hervarth Frass von Friedenfeldt, schermidore cecoslovacco (n. 1913)
- 23 settembre - Michele Barbi, filologo e italianista italiano (n. 1867)
- 23 settembre - Onorato Fava, scrittore italiano (n. 1859)
- 23 settembre - Mansueto Gaudio, basso italiano (n. 1873)
- 23 settembre - Willi Tiefel, calciatore tedesco (n. 1911)
- 24 settembre - Gottfried Feder, economista e politico tedesco (n. 1883)
- 24 settembre - Salomon Frankfurter, archeologo e pedagogo austriaco (n. 1856)
- 24 settembre - Robert Gaillard, attore, regista e scrittore statunitense (n. 1868)
- 24 settembre - Augusto Pola, militare italiano (n. 1921)
- 25 settembre - Clifford Gray, scrittore e attore britannico (n. 1887)
- 25 settembre - Foxhall Parker Keene, giocatore di polo, golfista e pilota automobilistico statunitense (n. 1867)
- 26 settembre - Eugene Walter, commediografo statunitense (n. 1874)
- 27 settembre - Vittorio Emanuele Boeri, editore, medaglista e militare italiano (n. 1905)
- 27 settembre - Juan Corzo, scacchista spagnolo (n. 1873)
- 27 settembre - Giuseppe Majorana, militare e aviatore italiano (n. 1910)
- 27 settembre - Alfonso Rotolo, militare e aviatore italiano (n. 1914)
- 27 settembre - Riccardo Hellmuth Seidl, militare e aviatore italiano (n. 1904)
- 27 settembre - Niels Larsen Stevns, pittore e scultore danese (n. 1864)
- 27 settembre - Bartolomeo Tomasino, militare e aviatore italiano (n. 1912)
- 27 settembre - Luigi Valotti, aviatore italiano (n. 1920)
- 27 settembre - Giusellino Verna, militare e aviatore italiano (n. 1913)
- 28 settembre - Joseph Dréher, mezzofondista francese (n. 1884)
- 28 settembre - Pauli Pitkänen, fondista finlandese (n. 1911)
- 28 settembre - Toivo Reingoldt, nuotatore finlandese (n. 1906)
- 29 settembre - Ercole Massaglia, fotografo italiano (n. 1890)
- 29 settembre - Nikolaj Vasil'evič Petrov, regista cinematografico russo (n. 1890)
- 30 settembre - Calisto Bertramo, attore italiano (n. 1875)
- 30 settembre - William Slade, tiratore di fune britannico (n. 1873)

## Ottobre(73)
- 1º ottobre - Délia Tétreault, religiosa canadese (n. 1865)
- 2 ottobre - Thomas Carrigan, attore statunitense (n. 1886)
- 2 ottobre - Aribert Mog, attore tedesco (n. 1904)
- 2 ottobre - Karel Treybal, scacchista cecoslovacco (n. 1885)
- 4 ottobre - Leonardo Madoni, militare e aviatore italiano (n. 1912)
- 4 ottobre - Zvonimir Požega, calciatore jugoslavo (n. 1913)
- 5 ottobre - E. H. Calvert, attore e regista statunitense (n. 1863)
- 6 ottobre - Martti Lappalainen, fondista e sciatore di pattuglia militare finlandese (n. 1902)
- 8 ottobre - Gus Kahn, paroliere tedesco (n. 1886)
- 8 ottobre - Lorenzo Lauri, cardinale e arcivescovo cattolico italiano (n. 1864)
- 8 ottobre - Win Smith, disegnatore e fumettista statunitense (n. 1888)
- 9 ottobre - Emilio Diena, filatelista italiano (n. 1860)
- 9 ottobre - Helen Morgan, cantante e attrice statunitense (n. 1900)
- 10 ottobre - Leon Wetmański, vescovo cattolico polacco (n. 1886)
- 11 ottobre - Erich Altosaar, cestista, pallavolista e calciatore estone (n. 1908)
- 11 ottobre - Charles Treat, generale statunitense (n. 1859)
- 12 ottobre - Harry Micajah Daugherty, politico statunitense (n. 1860)
- 12 ottobre - Giovanni Merizzi, politico italiano (n. 1864)
- 12 ottobre - Carl Zörner, calciatore tedesco (n. 1895)
- 14 ottobre - David Usher Barnwell, ufficiale e aviatore inglese (n. 1921)
- 14 ottobre - Salvatore Distefano Noce, avvocato e politico italiano (n. 1850)
- 14 ottobre - Arthur Holitscher, scrittore e giornalista tedesco (n. 1869)
- 14 ottobre - Kaarlo Oksanen, calciatore finlandese (n. 1909)
- 14 ottobre - Hjalmar Söderberg, scrittore svedese (n. 1869)
- 15 ottobre - Władysław Abraham, avvocato e storico polacco (n. 1860)
- 15 ottobre - Louis Brandeis, avvocato e giurista statunitense (n. 1856)
- 15 ottobre - Alessandro Passaleva, militare e aviatore italiano (n. 1895)
- 16 ottobre - Giuseppe Chiummiento, giornalista italiano (n. 1888)
- 16 ottobre - Harold Fowler McCormick, imprenditore statunitense (n. 1872)
- 16 ottobre - Aniceto Koplin, religioso e presbitero tedesco (n. 1875)
- 17 ottobre - John Stanley Plaskett, astronomo canadese (n. 1865)
- 17 ottobre - Mayy Ziyade, scrittrice e poetessa libanese (n. 1886)
- 17 ottobre - Guglielmo Zuelli, compositore e direttore d'orchestra italiano (n. 1859)
- 18 ottobre - Herbert Bamlett, arbitro di calcio e allenatore di calcio inglese (n. 1882)
- 18 ottobre - Decoroso Bonifanti, pittore e scenografo italiano (n. 1861)
- 18 ottobre - Manuel Teixeira Gomes, politico portoghese (n. 1860)
- 18 ottobre - Gian Carlo Stucky, imprenditore e dirigente d'azienda svizzero (n. 1881)
- 18 ottobre - Nello Tarchiani, critico d'arte e museologo italiano (n. 1878)
- 19 ottobre - Leo Belmont, giornalista, scrittore e esperantista polacco (n. 1865)
- 19 ottobre - Wilhelm Kienzl, compositore e direttore d'orchestra austriaco (n. 1857)
- 20 ottobre - Johan Kemp, ginnasta finlandese (n. 1881)
- 21 ottobre - Nada Naumović, scrittrice e poetessa serba (n. 1922)
- 22 ottobre - Guy Môquet, attivista francese (n. 1924)
- 23 ottobre - Louis-Joseph-Arthur Melanson, arcivescovo cattolico canadese (n. 1879)
- 24 ottobre - Bernard Anquetil, militare francese (n. 1916)
- 24 ottobre - Ildebrando Malavolta, militare e aviatore italiano (n. 1916)
- 24 ottobre - Louisa Martin, tennista irlandese (n. 1865)
- 25 ottobre - Giuseppe Casciaro, pittore italiano (n. 1861)
- 25 ottobre - Robert Delaunay, pittore francese (n. 1885)
- 25 ottobre - Eugenio Leotta, militare e aviatore italiano (n. 1903)
- 25 ottobre - Franz von Werra, aviatore tedesco (n. 1914)
- 26 ottobre - Maša Bruskina, infermiera bielorussa (n. 1924)
- 26 ottobre - Arkadij Petrovič Gajdar, scrittore sovietico (n. 1904)
- 26 ottobre - Victor Schertzinger, compositore, sceneggiatore e regista statunitense (n. 1890)
- 26 ottobre - Jorge del Moral, compositore e pianista messicano (n. 1900)
- 27 ottobre - Ernest Everett Just, biologo statunitense (n. 1883)
- 27 ottobre - Georgette Leblanc, soprano, attrice e scrittrice francese (n. 1869)
- 27 ottobre - Hans Joachim Schaufuß, attore tedesco (n. 1918)
- 27 ottobre - Viktor Vasil'evič Talalichin, militare e aviatore sovietico (n. 1918)
- 28 ottobre - Livio Piomarta, ufficiale italiano (n. 1908)
- 28 ottobre - Otto Pretzl, orientalista e arabista tedesco (n. 1893)
- 28 ottobre - Pavel Vasil'evič Ryčagov, aviatore sovietico (n. 1911)
- 28 ottobre - Jakov Vladimirovič Smuškevič, generale e politico sovietico (n. 1902)
- 28 ottobre - Grigorij Michajlovič Štern, generale sovietico (n. 1900)
- 29 ottobre - Aleksandr Nikolaevič Afinogenov, drammaturgo russo (n. 1904)
- 29 ottobre - Giovanni Agnes, militare e marinaio italiano (n. 1906)
- 29 ottobre - Károly Huszár, politico ungherese (n. 1882)
- 29 ottobre - Luigi Rossi, avvocato, giurista e politico italiano (n. 1867)
- 29 ottobre - Hamilton Smith, sceneggiatore e regista statunitense (n. 1887)
- 30 ottobre - Lorenzo Allievi, ingegnere italiano (n. 1856)
- 30 ottobre - Camillo Guidi, ingegnere italiano (n. 1853)
- 30 ottobre - Gino-Gian Mandrone, pittore, restauratore e decoratore italiano (n. 1882)
- 30 ottobre - Sigismund Waitz, arcivescovo cattolico austriaco (n. 1864)

## Novembre(85)
- 1º novembre - Paavo Berg, militare e aviatore finlandese (n. 1911)
- 1º novembre - Nathalie de Goloubeff, cantante e traduttrice russa (n. 1879)
- 1º novembre - Hugo Strauß, canottiere tedesco (n. 1907)
- 2 novembre - Bengt Djurberg, attore svedese (n. 1898)
- 2 novembre - Dwight Heald Perkins, architetto e urbanista statunitense (n. 1867)
- 3 novembre - Raoul Grimoin-Sanson, ingegnere, imprenditore e inventore francese (n. 1860)
- 3 novembre - Aleksandr Il'in-Ženevskij, scacchista russo (n. 1894)
- 3 novembre - Adriano Tilgher, filosofo, saggista e critico teatrale italiano (n. 1887)
- 4 novembre - Henri Lichtenberger, germanista francese (n. 1864)
- 4 novembre - Mario Rutelli, scultore italiano (n. 1859)
- 5 novembre - Vittorio Bragadin, militare e aviatore italiano (n. 1920)
- 5 novembre - Rosario Randazzo, militare italiano (n. 1920)
- 5 novembre - N. de Garis Davies, egittologo britannico (n. 1865)
- 6 novembre - Joachim Gottschalk, attore tedesco (n. 1904)
- 6 novembre - Maurice Leblanc, scrittore francese (n. 1864)
- 6 novembre - Riccardo Moroder, imprenditore e politico italiano (n. 1876)
- 6 novembre - William Sulzer, avvocato e politico statunitense (n. 1863)
- 7 novembre - Alfredo Gregori, militare italiano (n. 1912)
- 8 novembre - Philip Breitmeyer, politico statunitense (n. 1864)
- 8 novembre - Walter Claus-Oehler, calciatore tedesco (n. 1897)
- 8 novembre - Louis Josserand, giurista francese (n. 1868)
- 8 novembre - Gaetano Mosca, giurista, politico e politologo italiano (n. 1858)
- 9 novembre - Giovanni Garau, militare e marinaio italiano (n. 1917)
- 9 novembre - Mario Milano, militare e marinaio italiano (n. 1907)
- 10 novembre - Celestino Fumagalli, scultore e orafo italiano (n. 1864)
- 10 novembre - Grace Ingalls, statunitense (n. 1877)
- 10 novembre - Daniel Krencker, storico dell'architettura e archeologo tedesco (n. 1874)
- 10 novembre - Pio Schinetti, giornalista italiano (n. 1875)
- 11 novembre - Albert d'Amade, generale francese (n. 1856)
- 12 novembre - Leo Graetz, fisico tedesco (n. 1856)
- 12 novembre - Charles Huntziger, generale francese (n. 1880)
- 12 novembre - Eduardo Schaerer, imprenditore e politico paraguaiano (n. 1873)
- 12 novembre - Mario Sturzo, vescovo cattolico italiano (n. 1861)
- 13 novembre - Kārlis Bone, calciatore lettone (n. 1899)
- 14 novembre - William Pulteney, generale britannico (n. 1861)
- 14 novembre - Angelo Sommaruga, editore, scrittore e gallerista italiano (n. 1857)
- 15 novembre - Gaetano Montresor, anarchico italiano (n. 1901)
- 16 novembre - Eduard Ellmann-Eelma, calciatore estone (n. 1902)
- 16 novembre - Miina Härma, compositrice sovietica (n. 1864)
- 16 novembre - Gabriele Reuter, scrittrice tedesca (n. 1859)
- 17 novembre - Edmond Haraucourt, scrittore francese (n. 1856)
- 17 novembre - Duncan McLean, calciatore scozzese (n. 1868)
- 17 novembre - Gerhard Pleiß, militare tedesco (n. 1915)
- 17 novembre - Ernst Udet, generale e aviatore tedesco (n. 1896)
- 18 novembre - Julia Bartet, attrice francese (n. 1854)
- 18 novembre - Icilio Calleja, tenore maltese (n. 1882)
- 18 novembre - Georg John, attore tedesco (n. 1879)
- 18 novembre - Geoffrey Charles Tasker Keyes, militare britannico (n. 1917)
- 18 novembre - Walther Nernst, chimico tedesco (n. 1864)
- 18 novembre - Chris Watson, politico australiano (n. 1867)
- 19 novembre - Girolamo Lazzaroni, presbitero e missionario italiano (n. 1914)
- 19 novembre - Cesare Toschi, militare e aviatore italiano (n. 1906)
- 20 novembre - Kurt von Briesen, generale tedesco (n. 1886)
- 20 novembre - Helmut Wilberg, militare tedesco (n. 1880)
- 21 novembre - Alberto Cassoli, militare italiano (n. 1890)
- 21 novembre - Ivan Clustine, coreografo russo (n. 1862)
- 21 novembre - Giovanni De Agostini, editore, geografo e cartografo italiano (n. 1863)
- 21 novembre - Oswald Duda, entomologo tedesco (n. 1869)
- 21 novembre - Carlo Garbieri, arbitro di calcio, dirigente sportivo e militare italiano (n. 1895)
- 21 novembre - George Morren, pittore belga (n. 1868)
- 21 novembre - Alfredo Serranti, militare italiano (n. 1896)
- 21 novembre - Vincenzo Vitale, militare italiano (n. 1908)
- 22 novembre - Giuseppe Gervasini, presbitero italiano (n. 1867)
- 22 novembre - Kurt Koffka, psicologo tedesco (n. 1886)
- 22 novembre - Werner Mölders, militare e aviatore tedesco (n. 1913)
- 24 novembre - Émile Baumann, scrittore francese (n. 1868)
- 24 novembre - Giulio Camber Barni, poeta, avvocato e militare italiano (n. 1891)
- 25 novembre - Pedro Aguirre Cerda, politico e avvocato cileno (n. 1879)
- 25 novembre - Henri Christiné, compositore francese (n. 1867)
- 25 novembre - Willy Cohn, storico e pedagogo tedesco (n. 1888)
- 25 novembre - Gildo Cuneo, militare italiano (n. 1914)
- 26 novembre - Leo Gestel, pittore olandese (n. 1881)
- 26 novembre - Daniil Nikolaevič Kaškarov, zoologo e ecologo russo (n. 1878)
- 26 novembre - Giuseppe Pasquali, militare italiano (n. 1898)
- 26 novembre - Enrico Tirabassi, calciatore e allenatore di calcio italiano (n. 1896)
- 27 novembre - Sergej Aleksandrovič Lobovikov, fotografo russo (n. 1870)
- 27 novembre - Stanisław Szulmiński, presbitero polacco (n. 1894)
- 29 novembre - Raffaele Caravaglios, direttore di banda italiano (n. 1864)
- 29 novembre - Jānis Kļaviņš, calciatore lettone (n. 1913)
- 29 novembre - Zoja Kosmodem'janskaja, partigiana e militare sovietica (n. 1923)
- 29 novembre - Vera Vološina, partigiana sovietica (n. 1919)
- 29 novembre - Frank Waller, ostacolista e velocista statunitense (n. 1884)
- 30 novembre - Giuseppe Castelli, velocista italiano (n. 1907)
- 30 novembre - Francesco Coco, militare italiano (n. 1913)
- 30 novembre - Itche Der Masmid, rabbino, mistico e teologo russo

## Dicembre(108)
- 1º dicembre - Alva Blanchard Adams, politico statunitense (n. 1875)
- 2 dicembre - Alberto Lolli Ghetti, militare italiano (n. 1915)
- 2 dicembre - Liduina Meneguzzi, religiosa e missionaria italiana (n. 1901)
- 2 dicembre - Edward Rydz-Śmigły, politico, generale e pittore polacco (n. 1886)
- 3 dicembre - Pavel Filonov, pittore e poeta russo (n. 1883)
- 3 dicembre - Neil Harris, allenatore di calcio e calciatore scozzese (n. 1894)
- 3 dicembre - Benedetto Pasqua di Bisceglie, generale italiano (n. 1890)
- 3 dicembre - Christian Sinding, compositore norvegese (n. 1856)
- 3 dicembre - Tamanqueiro, calciatore portoghese (n. 1903)
- 3 dicembre - Archimede Valeriani, calciatore italiano (n. 1907)
- 4 dicembre - Amalia Guglielminetti, scrittrice e poetessa italiana (n. 1881)
- 4 dicembre - Francesco Kirn, militare italiano (n. 1907)
- 5 dicembre - Hüsejn Cavid, poeta azero (n. 1882)
- 5 dicembre - Gabriele Ferretti di Castelferretto, militare e aviatore italiano (n. 1920)
- 5 dicembre - Grégoire Le Roy, scrittore e pittore belga (n. 1862)
- 5 dicembre - Ippolito Niccolini, militare italiano (n. 1916)
- 5 dicembre - Amrita Sher-Gil, pittrice ungherese (n. 1913)
- 6 dicembre - Abd-ru-shin, scrittore tedesco (n. 1875)
- 6 dicembre - Gino Arnoffi, militare italiano (n. 1916)
- 6 dicembre - Pietro Bernardini, militare italiano (n. 1914)
- 7 dicembre - Mervyn Bennion, militare statunitense (n. 1887)
- 7 dicembre - Petar Herceg, militare e marinaio statunitense (n. 1893)
- 7 dicembre - Isaac Kidd, ammiraglio statunitense (n. 1884)
- 7 dicembre - Umberto Nicosia, militare italiano (n. 1915)
- 7 dicembre - Robert Raymond Scott, militare e marinaio statunitense (n. 1915)
- 7 dicembre - Vitige Tirelli, psichiatra italiano (n. 1866)
- 7 dicembre - Franklin Van Valkenburgh, militare e marinaio statunitense (n. 1888)
- 8 dicembre - Izidor Kürschner, calciatore e allenatore di calcio ungherese (n. 1885)
- 8 dicembre - Frank Morgenweck, cestista, allenatore di pallacanestro e dirigente sportivo statunitense (n. 1875)
- 8 dicembre - Giovanni Santoro, magistrato e politico italiano (n. 1859)
- 9 dicembre - Eduard von Böhm-Ermolli, generale austro-ungarico (n. 1856)
- 9 dicembre - Elena Lunda, attrice italiana (n. 1901)
- 9 dicembre - Dmitrij Sergeevič Merežkovskij, scrittore russo (n. 1865)
- 9 dicembre - Walter Neumann-Silkow, generale tedesco (n. 1894)
- 10 dicembre - Pasquale Camassa, presbitero, bibliotecario e storico italiano (n. 1858)
- 10 dicembre - Albert Döderlein, ginecologo tedesco (n. 1860)
- 10 dicembre - John Catterall Leach, militare e marinaio britannico (n. 1894)
- 10 dicembre - Thomas Phillips, ammiraglio britannico (n. 1888)
- 11 dicembre - Francesco Ferrara, giurista italiano (n. 1877)
- 11 dicembre - Pasquale Gagliardi, arcivescovo cattolico italiano (n. 1859)
- 11 dicembre - Guido Lami, generale italiano (n. 1888)
- 11 dicembre - Émile Picard, matematico francese (n. 1856)
- 11 dicembre - Paul Viardot, violinista e musicologo francese (n. 1857)
- 11 dicembre - Arthur Wellesley, V duca di Wellington, nobile e politico inglese (n. 1876)
- 12 dicembre - Élie Blanchard, giocatore di lacrosse canadese (n. 1881)
- 12 dicembre - George Butterworth, tennista e rugbista a 15 britannico (n. 1858)
- 12 dicembre - Ugo De Carolis, generale italiano (n. 1887)
- 13 dicembre - Konrad von Cochenhausen, generale tedesco (n. 1888)
- 13 dicembre - Nicola Daspuro, scrittore, giornalista e librettista italiano (n. 1853)
- 13 dicembre - Giorgio Rodocanacchi, militare e marinaio italiano (n. 1897)
- 13 dicembre - Franco Storelli, militare e marinaio italiano (n. 1918)
- 13 dicembre - Antonino Toscano, ammiraglio italiano (n. 1887)
- 14 dicembre - Hanns Kerrl, politico tedesco (n. 1887)
- 14 dicembre - Richard Playne Stevens, militare e aviatore britannico (n. 1909)
- 15 dicembre - Gabriel Péri, politico francese (n. 1902)
- 15 dicembre - Leon Sperling, calciatore polacco (n. 1900)
- 16 dicembre - Alain Gerbault, navigatore e tennista francese (n. 1893)
- 16 dicembre - Giuseppe Visconti di Modrone, I duca di Grazzano Visconti, nobile, imprenditore e dirigente sportivo italiano (n. 1879)
- 17 dicembre - Aldo Forzinetti, aviatore e militare italiano (n. 1914)
- 17 dicembre - Vezio Mezzetti, aviatore e ufficiale italiano (n. 1907)
- 17 dicembre - Joseph Harvey Riley, ornitologo statunitense (n. 1851)
- 18 dicembre - Goffredo Gastaldi, militare e aviatore italiano (n. 1910)
- 19 dicembre - Elsie Clews Parsons, antropologa, etnologa e sociologa statunitense (n. 1875)
- 19 dicembre - John Robert Osborn, militare canadese (n. 1899)
- 20 dicembre - Percival Elgood, storico britannico (n. 1863)
- 20 dicembre - Igor' Severjanin, poeta russo (n. 1887)
- 20 dicembre - Francesco Verrotti, militare italiano (n. 1919)
- 20 dicembre - Rodolfo Villani, pittore e fotografo italiano (n. 1881)
- 20 dicembre - Aleksandr Ivanovič Vvedenskij, poeta e drammaturgo russo (n. 1904)
- 20 dicembre - Maurice du Boisrouvray, militare e aviatore francese (n. 1913)
- 21 dicembre - Engelbert Endrass, ufficiale tedesco (n. 1911)
- 21 dicembre - Peetie Wheatstraw, musicista e cantante statunitense (n. 1902)
- 22 dicembre - Leopoldo Mugnone, direttore d'orchestra italiano (n. 1858)
- 23 dicembre - Archibald Cameron Macdonell, generale canadese (n. 1864)
- 23 dicembre - William Clifford, attore statunitense (n. 1877)
- 23 dicembre - Ermanno Rizzacasa, militare italiano (n. 1914)
- 24 dicembre - Siegfried Alkan, compositore tedesco (n. 1858)
- 24 dicembre - Frederick Moloney, ostacolista e velocista statunitense (n. 1882)
- 24 dicembre - Sueo Ōe, astista giapponese (n. 1914)
- 25 dicembre - Blanche Bates, attrice statunitense (n. 1873)
- 25 dicembre - Guido Cassanelli, militare italiano (n. 1921)
- 25 dicembre - John Lander, canottiere britannico (n. 1907)
- 25 dicembre - Maurice de Maere d'Aertrycke, politico belga (n. 1864)
- 25 dicembre - Giovanni Mazzoni, presbitero e militare italiano (n. 1886)
- 25 dicembre - Angelo Vidoletti, militare italiano (n. 1920)
- 26 dicembre - Frances Hardcastle, matematica britannica (n. 1866)
- 26 dicembre - Secondo Pollo, presbitero e militare italiano (n. 1908)
- 27 dicembre - Eduardo Hay, ingegnere, generale e politico messicano (n. 1877)
- 27 dicembre - Martin Linge, attore e militare norvegese (n. 1894)
- 27 dicembre - Voldemar Rõks, calciatore estone (n. 1900)
- 27 dicembre - Hermann Wilker, canottiere tedesco (n. 1874)
- 28 dicembre - Mitsuyo Maeda, judoka giapponese (n. 1878)
- 28 dicembre - Luigi Rovelli, ufficiale e aviatore italiano (n. 1915)
- 29 dicembre - Luigi Albertini, giornalista, editore e politico italiano (n. 1871)
- 29 dicembre - Flavio Bertelli, pittore italiano (n. 1865)
- 29 dicembre - Giorgio Jannicelli, aviatore e militare italiano (n. 1912)
- 29 dicembre - Tullio Levi-Civita, matematico e fisico italiano (n. 1873)
- 29 dicembre - Antonio Vicini, politico italiano (n. 1861)
- 29 dicembre - Ernesto Bernardo di Sassonia-Meiningen, principe (n. 1859)
- 30 dicembre - Antonio Beni, pittore, architetto e decoratore italiano (n. 1866)
- 30 dicembre - Giacomo Candido, matematico italiano (n. 1871)
- 30 dicembre - El Lissitzky, pittore, fotografo e tipografo russo (n. 1890)
- 30 dicembre - Rubens Santoro, pittore italiano (n. 1859)
- 30 dicembre - Erkki Saurala, cestista finlandese (n. 1917)
- 31 dicembre - Ludovico Cavaleri, pittore, incisore e illustratore italiano (n. 1867)
- 31 dicembre - José Fontanet, pallanuotista spagnolo (n. 1900)
- 31 dicembre - Bodil Rosing, attrice danese (n. 1877)
- 31 dicembre - Aurelio Vitto, giornalista e politico italiano (n. 1906)

## Senza giorno specificato(77)
- Jack Abernathy, poliziotto statunitense (n. 1876)
- Alexandre Noël Charles Acloque, botanico, ornitologo e entomologo francese (n. 1871)
- Louise Marie Acoquat, pittrice francese (n. 1853)
- Curt Adam, oculista tedesco (n. 1875)
- Hugo Becker, violoncellista, insegnante e compositore tedesco (n. 1863)
- George Blumenthal, collezionista d'arte statunitense (n. 1865)
- Arvīds Bradiņš, calciatore lettone (n. 1907)
- Charles Briggs, generale britannico (n. 1865)
- Federico Capaldo, generale italiano (n. 1883)
- Félix de Chazournes, scrittore francese (n. 1887)
- Churachandra Singh, principe indiano (n. 1886)
- Enric Clarasó, scultore spagnolo (n. 1857)
- Alice De Winton, attrice inglese (n. 1864)
- Unatù Endisciau, militare etiope (n. 1917)
- Saliha Sultan, principessa ottomana (n. 1862)
- Nino Ferrari, ingegnere e architetto italiano (n. 1875)
- Odoardo Ferretti, pittore italiano (n. 1871)
- Henry Justice Ford, artista inglese (n. 1860)
- Alexander Frenz, pittore tedesco (n. 1861)
- Giola Gandini, pittrice italiana (n. 1906)
- Georges Gaudy, illustratore, incisore e pittore belga (n. 1872)
- Giuseppe Ghione, militare italiano (n. 1889)
- Louis Gougaud, storico delle religioni francese (n. 1877)
- Frederick Griffith, biologo inglese (n. 1879)
- James Rendel Harris, archeologo britannico (n. 1852)
- Jin Shuren, generale e politico cinese (n. 1883)
- Villijs Kacs, calciatore lettone (n. 1912)
- Fritz Kaufmann, saltatore con gli sci svizzero (n. 1905)
- Zynovij Kovalyk, presbitero ucraino (n. 1903)
- Shalom K'oboshvili, pittore e artista georgiano (n. 1876)
- Joanny-Philippe Lagrula, astronomo francese (n. 1870)
- Jakob Emanuel Lange, micologo danese (n. 1864)
- Adolf Lindenbaum, matematico e logico polacco (n. 1904)
- Paolo Maranini, giornalista e sindacalista italiano (n. 1875)
- Louis Marcoussis, pittore e incisore polacco
- Virginia Mariani Campolieti, pianista e compositrice italiana (n. 1869)
- William McGregor Paxton, pittore statunitense (n. 1869)
- Hans Mengel, calciatore tedesco (n. 1917)
- Uberto Mondolfi, politico italiano (n. 1877)
- Muhammad Usman di Ternate, sovrano indonesiano
- Silvio Negri, compositore, mandolinista e chitarrista italiano (n. 1865)
- Edward Theodore Newell, numismatico statunitense (n. 1886)
- Giuseppe Parpagnoli, sindacalista e politico italiano (n. 1866)
- Tullio Passarelli, architetto italiano (n. 1869)
- Živojin Pavlović, scrittore e politico jugoslavo (n. 1898)
- Giovanni Peterlongo, politico, esperantista e traduttore italiano (n. 1856)
- Giuseppe Petrai, scrittore, sceneggiatore e regista italiano (n. 1853)
- Aleksandr Petrov, lottatore russo (n. 1876)
- Aleksander Prystor, politico e militare polacco (n. 1874)
- Giovanni Ricci, missionario italiano (n. 1875)
- Rod Riffler, ballerino croato (n. 1907)
- Nicolas Rimsky, attore, regista e sceneggiatore russo (n. 1886)
- Enrico Roma, attore, regista e critico cinematografico italiano (n. 1888)
- Aleksandar Savić, attivista e partigiano croato (n. 1923)
- Gustavo Semmola, politico italiano (n. 1868)
- Romolo Squadrelli, architetto e decoratore italiano (n. 1871)
- Charles Stansfield, calciatore austriaco (n. 1884)
- Ljudmyla Mychajlivna Staryc'ka-Černjachivs'ka, scrittrice, traduttrice e critica letteraria ucraina (n. 1868)
- Mario Tamagno, architetto italiano (n. 1877)
- H.M. Tennent, produttore teatrale, impresario teatrale e compositore britannico (n. 1879)
- Marino Tigani, scultore e pittore italiano (n. 1902)
- Luigi Toselli, militare italiano (n. 1876)
- Bogdan Tošović, pallanuotista jugoslavo (n. 1918)
- Joseph-Marie Trèves, presbitero italiano (n. 1874)
- Michail Evgen'evič Verner, regista cinematografico russo (n. 1881)
- Amleto Vespa, agente segreto, guerrigliero e giornalista italiano (n. 1884)
- Remo Viola, militare italiano (n. 1910)
- Nikolajs Voskoboiņikovs, calciatore lettone (n. 1909)
- Takimi Wakayama, pallanuotista giapponese (n. 1914)
- Elchonon Wasserman, rabbino lituano (n. 1875)
- Frederick Methvan Whyte, ingegnere olandese (n. 1865)
- Nicolaas van Wijk, scrittore olandese (n. 1880)
- Rose Emmet Young, scrittrice, saggista e attivista statunitense (n. 1869)
- Fēlikss Zandbergs, calciatore lettone (n. 1909)
- Oreste Zavattari, generale italiano (n. 1856)
- Fritz Zulauf, tiratore a segno svizzero (n. 1893)
- Ivan Ševcov, politico ucraino (n. 1904)